# Empetreae
Empetreae es una tribu de plantas perteneciente a la familia Ericaceae. El género tipo es: Empetrum L. Incluye los siguientes géneros:

## Géneros
- Ceratiola Michx.
- Corema D. Don
- Diplarche Hook. f. & Thomson
- Empetrum L.